# 2010年2月澳门

## 2月28日
- 前行政長官何厚鏵獲增補為十一屆全國政協委員。人民網
- 新澳門學社向行政長官遞交《城市規劃網綱要法》法案文本，期望盡快作出審閱及給予書面同意。華僑報（页面存档备份，存于）

## 2月27日
- 澳門理工學院院長李向玉承認，入讀理工的部份內地學生沒辦理學生簽註，但強調沒出現濫用簽註情況。澳門電台（页面存档备份，存于）

## 2月26日
- 前美國在台協會台北辦事處長楊甦棣（Stephen Young）獲委任為新任美國駐港澳總領事。英國廣播公司（页面存档备份，存于）

## 2月25日
- 行政長官崔世安早上在社會文化司司長張裕及運輸工務司司長劉仕堯陪同下視察位於路氹連貫公路近石排灣水庫與澳門蛋之間地段的新離島醫療衛生綜合設施選址。澳門電台（页面存档备份，存于）
- 全國政協委員陳永棋支持前行政長官何厚鏵出任政協副主席。香港電台（页面存档备份，存于）

## 2月24日
- 譚俊榮、陳致平以兼任方式獲委任為政府正、副發言人。政府公報（页面存档备份，存于）政府公報（页面存档备份，存于）

## 2月23日
- 行政長官崔世安先後到新橋及北區巡視。華僑報（页面存档备份，存于）
- 據全國政協副主席馬萬祺家人透露，馬氏今年不會出席兩會會議。華僑報（页面存档备份，存于）

## 2月22日
- 統計暨普查局公布09年第4季就業調查結果，本地就業居民月工作收入中位數為10,000元。澳門電台（页面存档备份，存于）

## 2月21日
- 在澳門出生的美國加州蒙特利公園市長黃維剛來澳訪問三天。澳門電台（页面存档备份，存于）

## 2月20日
- 康公廟晚上發生火警。位於廟內正中央，在1860年製造的三層金木雕刻貢檯，以及檯上的一套五貢被燒成灰燼。其他文物亦有不同程度的破壞。澳門電台（页面存档备份，存于）
- 市民日報創辦人何曼公去世，終年一百零三歲。華僑報（页面存档备份，存于）

## 2月19日
- 學聯建議勞工事務局可以與教青局、大專院校和學校合作，向學生推廣「高等院校畢業生內地實習計劃」。澳門電台（页面存档备份，存于）
- 本澳魔術師翁達智獲得今年世界魔術傑出貢獻獎——「梅林獎」。澳門電台（页面存档备份，存于）
- 氣象局在早上5時錄得攝氏5.6度。澳門電台（页面存档备份，存于）

## 2月18日
- 近日受寒冷天氣、通貨膨脹等因素影響，蔬菜價格大漲。澳門電台（页面存档备份，存于）
- 政府公報刊登修改核准《行政長官及司長辦公室通則》行政法規，規定行政長官辦公室新增政府發言人。政府公報（页面存档备份，存于）
- 博彩委員會調整職能與委員人選與人數。政府公報（页面存档备份，存于）

## 2月17日
- 女企業家商會會長江美芬希望商號自律，在農曆年增收服務費時適當微調價格，並認為僱主為避免三工休假影響澳門形象。澳門電台（页面存档备份，存于）

## 2月16日
- 教青局局長蘇朝暉表示，新一年會爭取將小班教學延伸至小三，再下個學年期望在小學全面推行小班教 學。澳門電台（页面存档备份，存于）

## 2月15日
- 三巴門坊會理事長劉雁群認為將高園街、大三巴斜巷及花王堂街等路段闢作步行區的建議可行，建議當局首階段先在週末試行。澳門電台（页面存档备份，存于）

## 2月14日
- 新加坡首家賭場聖淘沙名勝世界賭場開業。星洲日報（页面存档备份，存于）

## 2月13日
- 行政長官崔世安、中央駐澳機構負責人發表新春賀辭。新聞局（页面存档备份，存于）

## 2月12日
- 中信1616集團同意從母公司中信泰富手中收購澳門電訊20%股權。華爾街日報（页面存档备份，存于）

## 2月11日
- 六名澳門人涉嫌開設空殼公司，詐騙外地勞工配額，被司警以偽造文件、犯罪集團等罪移檢察院偵辦。華僑報（页面存档备份，存于）
- 立法議員麥瑞權在美副將大馬路的辦事處啟用。華僑報（页面存档备份，存于）
- 龍嵩街有居民投訴有人在所居住大廈內開設骨灰龕，民政總署管理委員會主席譚偉文表示，要了解情況。立法議員吳國昌亦為此提出書面質詢。正報[]

## 2月10日
- 涉嫌在在擔任機動車輛估價委員會主席期間濫報開會次數及會議費用的財政局局長劉玉葉被免職。政府公報（页面存档备份，存于）
- 澳門與日本正式簽署雙邊航班協定。新聞局（页面存档备份，存于）
- 本澳汽車代理商表示，未有豐田汽車受剎車系統問題影響需要收回。澳門電台（页面存档备份，存于）
- 中聯辨舉行新春酒會。行政長官崔世安強調，強調要立足當下，謀劃長遠的未來，而中聯辨主任白志健表示，中聯辦將全力支持行政長官和特區政府依法施政。澳門電台（页面存档备份，存于）澳門電台（页面存档备份，存于）

## 2月9日
- 三名尼泊爾建築工人涉嫌前晚在東望洋山一家夜總會鬧事、導致一名泰國保安員受傷被捕。澳門電台（页面存档备份，存于）
- 澳門大學獲伍宜孫慈善基金會捐款港幣1.5億港元，澳大橫琴新校區的中央圖書館將以伍宜孫博士之名命名以表答謝。澳門電台（页面存档备份，存于）
- 電信管理局局長陶永強回覆立法議員區錦新就當局有否直接或間接，向經營討論區的網絡供應商施壓限制輸入「特首」二字的質詢時指，特區政府不存在透過任何手段、措施或渠道、方式，限制居民言論自由。澳門電台（页面存档备份，存于）

## 2月8日
- 有青洲居民不滿鴨涌河污染問題嚴重，到政府總部遞信。澳門電台（页面存档备份，存于）
- 珠海市市委書記甘霖來澳出席有關橫琴發展論壇時表示，期望「一年有變化、兩年見成效、三年大變化和五年成規模」。澳門電台（页面存档备份，存于）

## 2月7日
- 由金光飛航經營、連接九龍中港客運碼頭和氹仔北安碼頭的航線開通。澳門電台（页面存档备份，存于）

## 2月6日
- 公用事業關注協會理事長梁金泉期望政府在本年施政報告中延續一系列福利措施，並擴大福利政策，取代現金分享計劃。澳門電台（页面存档备份，存于）

## 2月5日
- 耗時九年維修的鄭家大屋首期對公眾開放。澳門電台（页面存档备份，存于）

## 2月4日
- 運輸工務司司長劉仕堯在立法會上表示，短期內會公布電單車禁止使用西灣大橋氹仔出口引橋隧道及媽閣出口引橋。另外，當局正委託高等院校，研究開放電單車行駛西灣大橋下層通道的可行性。澳門電台（页面存档备份，存于）
- 海關揭發有「格仔鋪」售賣盜版皮具，店鋪三名負責人將被控售賣盜版貨品。澳門電台（页面存档备份，存于）

## 2月3日
- 社會文化司司長張裕表示，行政長官崔世安決定將下環街臨時街市將改為一棟樓高六層的社會服務綜合大樓，除設有社會服務康體設施外，風順堂衛生中心亦將遷入大樓。澳門電台（页面存档备份，存于）
- 澳門監獄獄長李錦昌表示，目前在囚人數926人，當中非本地居民人數已超越本地居民，佔當中五成半。澳門電台（页面存档备份，存于）

## 2月2日
- 行政長官崔世安下午在政府總部會見二十多個青年社團代表，就施政報告聽取意見。澳門電台（页面存档备份，存于）
- 澳門去年出口表現疲弱，全年的出口貨值同比下跌五成二至76.7億元。澳門電台（页面存档备份，存于）

## 2月1日
- 政府分別成立「橫琴島澳門大學新校區建設協調委員會」和「跟進中央政府送贈大熊貓工作小組」。澳門政府公報（页面存档备份，存于）澳門政府公報（页面存档备份，存于）
- 漁人碼頭控告施氏宗親會在2006年連續兩天在漁人碼頭內舉行法事及示威遊行，又指控漁人碼頭及管理層隱瞞一名19歲青年在碼頭內傷重致死的原因一案終審勝訴，獲得超過33萬元賠償。澳門電台（页面存档备份，存于）